# Rádio cognitivo
Um rádio cognitivo é um rádio que pode ser programado e configurado dinamicamente para usar os melhores canais nas suas proximidades para evitar interferência e congestionamento do usuário. Esse rádio detecta automaticamente os canais disponíveis e, em seguida, altera seus parâmetros de transmissão ou recepção para permitir mais comunicações sem fio simultâneas em uma determinada banda e em um local. Este processo é uma forma de gestão dinâmica do espectro .
O conceito de rádio cognitivo foi proposto pela primeira vez por Joseph Mitola III em um seminário no Instituto Real de Tecnologia em Estocolmo em 1998 e publicado em um artigo de Mitola e Gerald Q. Maguire, Jr. Foi uma abordagem inovadora em comunicações sem fio, que Mitola mais tarde descreveu como:
O ponto em que os assistentes digitais pessoais (PDAs) sem fio e as redes relacionadas são suficientemente inteligentes do ponto de vista computacional sobre os recursos de rádio e as comunicações entre computadores relacionadas para detectar as necessidades de comunicação do usuário em função do contexto de uso e para fornecer recursos de rádio e serviços sem fio mais adequado a essas necessidades.